# Jenne De Potter
Jenne De Potter, né le 8 octobre 1979 à Zottegem est un homme politique belge flamand, membre du CD&V.
Il est licencié en droit et diplômé d'une formation complémentaire en sciences criminologiques.

## Fonctions politiques
- Conseiller communal de Zottegem.
- Bourgmestre de Zottegem (2013).
- Député fédéral :
  - du 17 janvier 2008 au 6 mai 2010, remplaçant Pieter De Crem, ministre.
  - depuis le 6 décembre 2011 au 25 mai 2014, remplaçant Pieter De Crem, ministre.
- Député flamand :
  - du 23 juillet 2014, remplaçant Joke Schauvliege, ministre